# Hiperteloryzm
Hiperteloryzm, hyperteloryzm (łac. hipertelorismus, z gr. υπερ = zbyt dużo + τηλε = osobno, z dala + οριξω = rozdzielać; ang. hypertelorism, hyperteleorbitism) – zwiększenie ponad normę odległości między dwoma parzystymi narządami.
Chociaż pojęcie to oznacza zwiększony dystans pomiędzy jakimikolwiek parzystymi narządami (np. brodawkami sutkowymi), jego fachowe użycie w języku medycznym opisującym cechy dysmorfii zostało ograniczone jedynie do hiperteloryzmu ocznego (hipertelorismus ocularis). Hiperteloryzm może mieć różne nasilenie: uważa się, że o anomalii tej można mówić, gdy wymiar międzyźreniczy jest o 2 odchylenia standardowe większy niż przeciętna dla danej grupy etnicznej i wieku.

## Etiologia
W embriogenezie odległość między gałkami ocznymi i między oczodołami ulega bardzo dużym zmianom. Rozstawienie gałek ocznych mierzone wartością kąta zawartego między nerwami wzrokowymi w miejscu skrzyżowania wzrokowego wynosi 180° w pierwszych tygodniach życia płodowego, 70° u noworodka i 68° u dorosłego. Jest kilka teorii tłumaczących nieprawidłowo duży rozstaw oczodołów; być może wszystkie one tłumaczą patogenezę prawidłowo w odniesieniu do różnych grup chorób. Pierwsza teoria tłumaczy zwiększony odstęp między gałkami ocznymi zahamowaniem wzrostu skrzydeł większych kości klinowej w embriogenezie; w rezultacie skrzydła mniejsze są rozstawione szerzej i ściany oczodołów są bardziej oddalone. Inny mechanizm wiąże się z zaburzeniem rozwoju struktur anatomicznych nosa: w przestrzeń tę wnika pierwotny pęcherzyk mózgowy, co zatrzymuje gałki oczne w nieprawidłowych lokalizacjach. Trzeci mechanizm polega na zaburzeniach kostnienia podstawy czaszki, jak ma to miejsce w zespołach z przedwczesnym zamknięciem szwów czaszkowych (zespół Crouzona, zespół Aperta); ponieważ ścianę oczodołu tworzy siedem różnych kości (kość czołowa, sitowa, podniebienna, łzowa, klinowa, jarzmowa i szczękowa), rozwój tej struktury jest bardzo złożony.

## Obraz kliniczny i diagnostyka

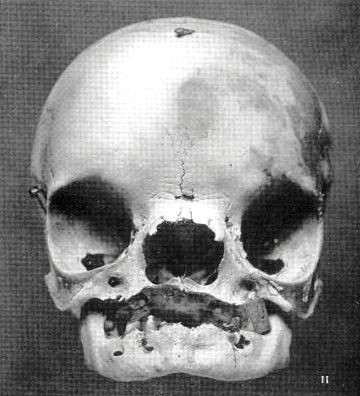
Czaszka pacjentki z hiperteloryzmem

Prawidłowa ocena i diagnoza hiperteloryzmu wymaga dokładnej oceny ilościowej. W praktyce klinicznej dokonuje się następujących pomiarów: odległości między zewnętrznymi kątami szpary powiekowej (ang. outer canthal distance, OCD), odległości między wewnętrznymi kątami szpary powiekowej (inner canthal distance, ICD), wymiaru międzyźreniczego (interpupillary distance, IPD) oraz szerokości szpary powiekowej (palpebral fissure length, PFL). Następnie otrzymane wymiary porównuje się z wartościami normalnymi dla wieku dziecka na siatkach centylowych. Metodą orientacyjną jest porównanie szerokości szpary powiekowej i wymiaru między kątami wewnętrznymi szpary powiekowej, które powinny być zbliżone. Opracowano także inne wskaźniki, np. wskaźnik Farkasa (ICD:OCD×10): wartość większa niż 42 wskazuje na hiperteloryzm. Należy pamiętać o różnicach między grupami etnicznymi, które mogą być znaczne i nie ujęte w piśmiennictwie: np. szerokość szpary powiekowej u noworodków rasy białej jest znacząco mniejsza niż u noworodków rasy czarnej, podobnie jak odległość między zewnętrznymi kątami szpary powiekowej, podczas gdy odległość dzieląca kąty wewnętrzne szpary powiekowej jest taka sama.
Diagnoza hiperteloryzmu, sugerująca zespół wad wrodzonych i ułatwiająca jego prenatalne rozpoznanie, jest coraz częściej stawiana na podstawie USG płodu. Ultrasonografiści korzystają z siatek centylowych przy ocenie odległości między ścianami oczodołów odpowiednio dla płci płodu i wieku ciążowego.
W przypadku zespołu Waardenburga mówi się natomiast o pseudohyperteloryzmie (dystopia canthorum), ponieważ u chorych z tym zespołem wymiar międzyźreniczy jest prawidłowy, natomiast przemieszczony bocznie jest przyśrodkowy kąt szpary powiekowej.
Podobnie, wiele innych cech dysmorficznych twarzy może prowadzić do błędnego rozpoznania hiperteloryzmu: płaska nasada nosa, zmarszczki nakątne, zez rozbieżny, wydatne brwi, wąskie szpary powiekowe, telekantus.

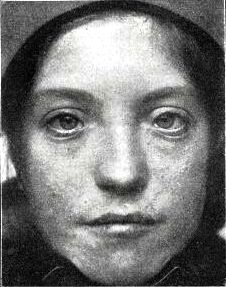
Zdjęcie pacjentki z zespołem Waardenburga. Bocznie przemieszczone kąciki oczu (dystopia canthorum) sprawiają mylne wrażenie zbyt szerokiego odstępu między gałkami ocznymi – w rzeczywistości, wymiar międzyźreniczy jest prawidłowy

## Znaczenie kliniczne
Hiperteloryzm może stanowić izolowaną anomalię lub wchodzić w skład zespołów chorobowych. Izolowany występuje niekiedy rodzinnie: opisano dziedziczenie tej cechy w pięciu kolejnych pokoleniach jednej rodziny. Znanych jest ponad 550 schorzeń, których częścią obrazu klinicznego jest nieprawidłowo duże rozstawienie oczodołów.
Niektóre zespoły wad wrodzonych, w których obrazie klinicznym stwierdza się hiperteloryzm:
- zespół Loeysa-Dietza
- zespół Edwardsa
- zespół Noonan
- zespół Turnera
- zespół cri du chat
- zespół nabłoniaków znamionowych
- zespół LEOPARD
- zespół Zellwegera
- trisomia 14
- triploidia
- zespół 48,XXXY i 49,XXXXY
- zespół Sotosa
- zespół Crouzona
- zespół Aperta
- sferocytoza wrodzona
- Zespół Wolfa-Hirschhorna
- zespół Neua-Laxovy
- Zespół Coffina-Lowry’ego
- zespół DiGeorge’a
- zespół Shprintzena
- zespół Aarskoga-Scotta
- zespół Dubowitza
- zespół Treachera Collinsa
- zespół Mowata-Wilsona
- dysplazja czołowo-nosowa
- dysplazja czaszkowo-przynasadowa
- zespół Opitza-G (zespół hiperteloryzm-spodziectwo)
- płodowy zespół walproinianowy.

## Leczenie
Ciężki hiperteloryzm jest istotnym defektem kosmetycznym, będącym wskazaniem do zabiegu chirurgicznego korygującego odległość między oczodołami.

## Historia
Pojęcie hiperteloryzmu wprowadził do medycyny szkocki chirurg David Middleton Greig w pracy z 1924 roku, opisującej dwa przypadki zespołów wad wrodzonych. Greig opisał dokładnie czaszkę zmarłej na gruźlicę pacjentki, 17-letniej Mary Macdougal, stwierdził nieprawidłowości budowy kości klinowej i zaproponował możliwy mechanizm patogenezy hiperteloryzmu. Przez następne lata termin hyperteloryzmu używany był zamiennie z terminem zespołu Greiga albo zespołu Greiga II (dla odróżnienia zespołu Greiga I, czyli cefalopolisyndaktylii Greiga). Z czasem jasne stało się, że hiperteloryzm nie stanowi odrębnej jednostki chorobowej, ale jest malformacją mogącą wchodzić w skład innych zespołów albo występującą w postaci izolowanej. W 1963 roku John Clark Mustardé wprowadził termin telekantus, a kilka lat później DeMyer jako pierwszy zróżnicował telekantus pierwotny od wtórnego, towarzyszącego hiperteloryzmowi.

## Hiperteloryzm a atrakcyjność seksualna
Niewielki, izolowany hiperteloryzm jest stosunkowo częsty. Niektórzy autorzy uważają nawet, że jest jedną z cech zwiększających atrakcyjność seksualną kobiet. Hiperteloryzm można na przykład stwierdzić u Lizy Minnelli i Jacqueline Kennedy Onassis.